# Торпедо (ватерпольный клуб, Москва)
«Торпедо» — ватерпольный клуб из Москвы.
В начале 1930-х годов в Москве был построен Московский бассейн № 1, в последующем получивший название «Торпедо». Именно с этого бассейна в нашей стране начали развиваться водные виды спорта, в том числе и водное поло. Организатором ватерпольного клуба был Иван Павлович Штеллер, который играл за него и был тренером команды с 1942 по 1953 г. Впоследствии тренерами команды были В. Ушаков, Р. Чачава, А. Блюменталь, В.Крюков, В. Кружков, В. Скок.
«Торпедо» воспитало Олимпийских Чемпионов и тренеров Олимпийских Чемпионов. Неоднократные победители и призёры Чемпионатов СССР.
Команда успешно выступала в чемпионате: становилась чемпионом страны в 1948 и 1953 годах, призёром Чемпионата СССР в 1946, 1947, 1949, 1951, 1955, 1966, 1990 годах. Обладателем Кубка СССР в 1947 и 1948 годах. Также она была призёром первого Чемпионата России в 1993 году. Это был последний успех ватерполистов московского «Торпедо» в Чемпионатах страны, и вскоре из-за финансовых проблем команда была расформирована.

### Детско-юношеская ватерпольная школа
В 1997 году была возобновлена работа ватерпольной школы на базе легендарного бассейна.
Практически первый же набор детей стал чемпионским. Ребята 1987 года рождения становились неоднократными победителями Первенства Москвы, выиграли Первенство России. Планка результатов была поднята очень высоко и с тех пор все возраста школы стараются соответствовать этому уровню. Команда 1988 года рождения была победителем и призёром Первенства России, команды 1992, 1993, 1994, 1995, 1996, 1997, 1998, 2000 годов рождения становились призёрами Первенств России, а команда 2000 года рождения его победителем. На протяжении последнего десятилетия школа постоянно признавалась лучшей школой водного поло города Москвы. Воспитанники школы Ашаев Артём, Харьков Константин играют в национальной сборной России, Валерий Пелих, Даниил Фролов, Иван Гусаров являются членами сборной России.